# Доменіко I Контаріні
Доменіко I Контаріні (італ. Domenico Contarini) — 30-й венеційський дож.
Доменіко був представником однієї з впливових патриціанських родин Венеції. Перша згадка про родину Контаріні сягає 960 року. Доменіко був першим дожем родини Контаріні. За історію Венеційської республіки з членів сім'ї було обрано 8 дожів і 44 прокуратори.

## Життєпис
Після смерті дожа Доменіко Флабаніко 1043 року обирається на цю посаду. Розпочав курс зберігання балансу з Візантією, Священною Римською імперією і папством. Дож Доменіко Контаріні проявив себе як мудрий і обачливий політик. Не вступаючи ні з ким у відкриту конфронтацію. 1044 року підтримав звернення Орсо Орсеоло, патріарха Градо, до папи римського Бенедикта IX стосовно відновлення самостійності патріархату відносно Аквілеї. Папа вдовольнив це звернення.
У 1046 року отримав від візантійського імператора Костянтина IX почесні титули патрикія та архіпата. Але у 1047 року Генріх III, імператор священної Римської імперії, продемонстрував ворожість стосовно Венеційського дукату: він передав абатство Сант-Іларіо, яке з початку заснування було під порядкуванням дожів, герцогській владі, під юрисдикцію Ротеро, єпископа Тревізо. Це було спричинено загально тодішньою політикою наведення ладу в церковній ієрархії Італії.
1049 року придушив заколот П'єтро Орсеоло в Кіоджі, якого підтримував батько Доменіко, що перебував у Равенні. 1052 року Доменіко I Контаріні домігся від імператора, що вів запеклі війни з Угорським королівством, визнання за Сант-Іларіо здійснювати судову владу щодо власних ченців. При цьому Венеція отримала підтвердження привілеїв, що було надано попередніми імператорами.
У 1062 році на прохання імператора Костянтина X захопив місто Зару, де фактично став незалежним пріор Дуджам з роду Маді, якого було приборкано й упокорено. Зберігав тут залогу й флот до 1069 року, коли за рішенням імператора Романа IV передав Зару хорватському королю Петару Крешимиру IV. Але при цьому дож у 1062—1069 роках розширив сферу торгівельного впливу Венеції у фемі Далмація. За період його правління збільшилася чисельність флоту, зріс економічний добробут дукату.
У 1063 році починає заново розбудовувати Собор Святого Марка, який постраждав в результаті пожежі 927 року. Саме тоді собору був наданий його поточний образ в стилі хрестоподібної візантійської церкви з куполом. Закінчення будівництва відбулося незадовго до смерті дожа в 1071 році. Також дож заклав і побудував церкву Сан-Ніколо дель Лідо і Сант-Анжело ді Конкордія.
Помер дож природною смертю в 1071 році. Був похований в церкві Сан-Ніколо дель Лідо. Гробниця була знищена при реконструкції церкви в 1626–1629 роках. Сьогодні про поховання нагадує барельєф дожа, на якому він зображений у «корно» (характерному капелюсі дожа) на фасаді церкви Сан-Ніколо дель Лідо. Барельєф було виконано у XVII столітті.
Його син, Енріко Контаріні, був єпископом Оліволо (Кастелло) з 1074 по 1108 рік.